# Оттерхаунд
Оттерхаунд или оттерхунд (англ. otterhound, от otter — выдра и hound — охотничья собака) — порода собак, выведенная в Великобритании, является одним из потомков бладхаунда и предков эрдельтерьера.

## Внешний вид
Довольно крупная собака с жёсткой шерстью. Первоначально была выведена для охоты, поэтому обладает сильным и крепким телом, длинными мускулистыми ногами, что позволяет ей выдерживать большую физическую нагрузку. Оттерхаунды весят от 36 до 52 килограммов. У оттерхаундов хороший нюх. По характеру они весьма дружелюбные с уникальным басовым голосом.

## Охота
Оттерхаунд может успешно преследовать дичь и по воде и по земле. С этой точки зрения, он обладает поистине уникальными характеристиками, особенно благодаря жирной, жесткой двухслойной шерсти и крепким перепончатым лапам.
Использование оттерхаундов в охоте на выдр по следу было прекращено в Англии после 1978 года, когда убийство выдр запретили законом, после этого с оттерхаундами стали охотиться на норок и нутрий.

## Здоровье
Представители породы живут около 10—13 лет, известен случай, когда собака прожила 16 лет. Оттерхаундам необходима большая физическая нагрузка и регулярные упражнения, конечно они могут существовать и без них, но превращаются в толстых, неповоротливых собак, большую часть времени проводящих во сне. Их можно содержать в семье, однако предпочтительно, чтобы это был частный дом, так как они способны выпрыгивать из окон даже с 5 этажа.

## Эта порода под угрозой исчезновения
Сейчас[когда?] в мире всего около тысячи отерхаундов, примерно 350 из них — в США. Даже в начале 1920-х годов, когда охота на выдр была наиболее популярна, оттерхаунды были немногочисленны. Они относятся к наиболее редким, исчезающим породам собак, в 2006 году на свет появился всего 51 щенок. Отерхаунд входит в список исчезающих национальных пород, составленный Английским Кеннел-клубом и сейчас делается все возможное чтобы сохранить эту породу.